# QV Telescopii

Imagem de campo amplo do QV Telescopii (centro) na constelação Telescopium.

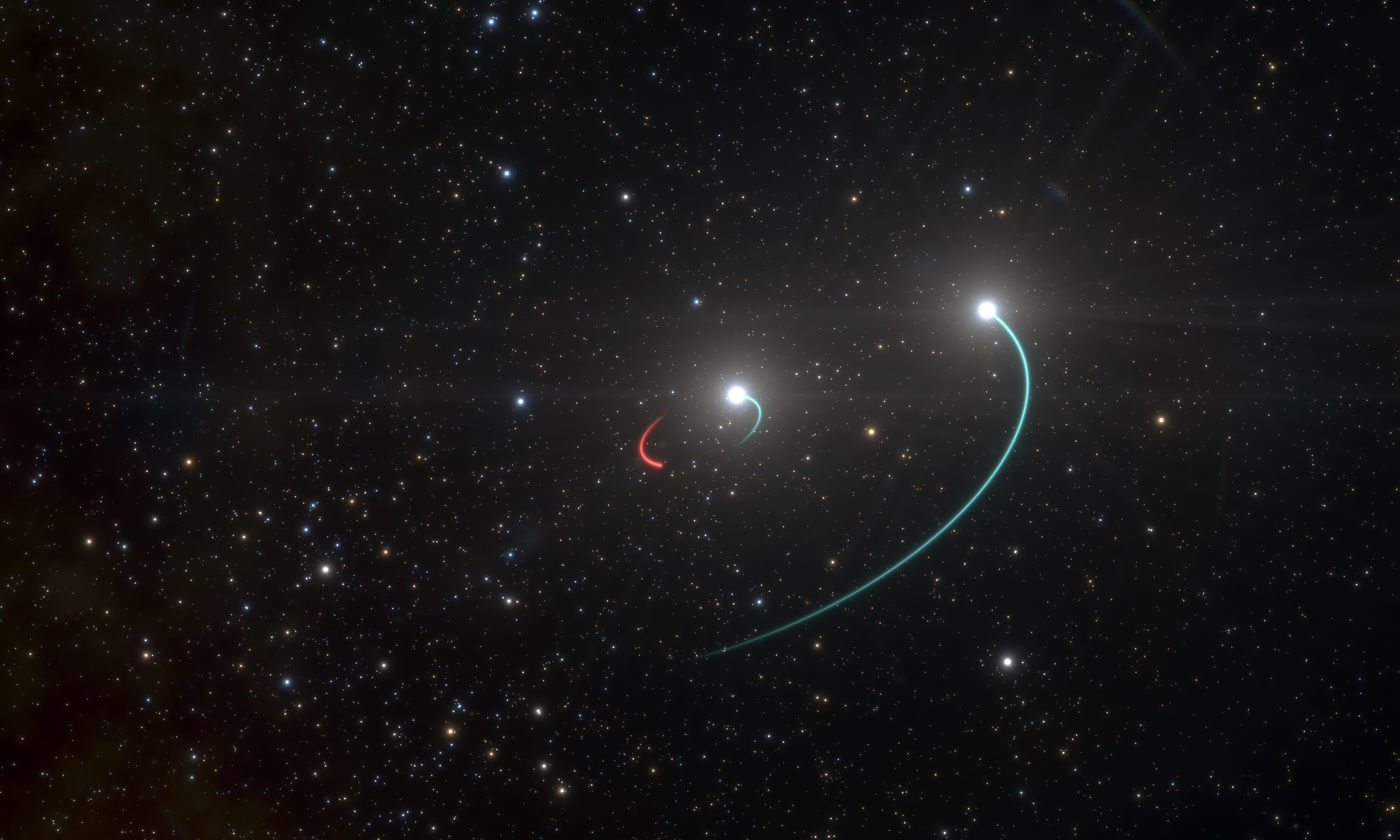
A representação de um artista do sistema triplo QV Tel, incluindo o buraco negro no binário interno.

O QV Telescopii é um sistema estelar triplo na constelação sul de Telescopium, próximo ao limite da constelação sul com Pavo. QV Tel é a designação de estrela variável, enquanto o sistema estelar também é designado sob vários identificadores, como HD 167128 e HR 6819. O sistema aparece como uma estrela variável que é vagamente visível a olho nu, com uma magnitude aparente que varia de 5,31 abaixo para 5,38. Está a 1 120 anos-luz do Sol, e está se afastando a uma velocidade de 15 km/s. Um estudo de maio de 2020 relatou que ele contém um buraco negro, tornando-o o buraco negro mais próximo conhecido e o primeiro localizado em um sistema estelar visível a olho nu.